# Castillo de Talamantes
El castillo de Talamantes es una fortaleza del siglo XII ubicada el municipio zaragozano de Talamantes.

## Historia
El castillo de Talamantes fue construido en el año 1175 y junto con los castillos de Ferrera y Ferrellón realizaban el control del paso entre Castilla y Aragón en la confluencia de los barrancos de Valdeherrera y Valdetreviño. 
En 1210 fue entregado a la Orden del Temple, quienes lo tuvieron en encomienda hasta su desaparición, pasando entonces a la Orden de San Juan del Hospital, quienes lo tuvieron hasta 1780, al igual que ocurrió con el cercano castillo de Añón.

## Descripción
Se trata de un pequeño castillo roquero construido en mampostería y adaptado a la cresta donde se encuentra situado. 
Ha desaparecido completamente el muro sur por haber fallado el terreno, lo que ha provocado que se desfigure el patio de armas, sin embargo, se conserva en buen estado el muro norte, manteniendo un torreón que sobresale del lienzo de la muralla, el camino de ronda y las almenas. La torre del homenaje se encuentra situada en el ala oeste del castillo y es una torre de planta cuadrada de unos seis metros de lado rebajada en altura y que se encuentra en ruinas.

## Catalogación
El castillo de Talamantes está incluido dentro de la relación de castillos considerados Bienes de Interés Cultural en virtud de lo dispuesto en la disposición adicional segunda de la Ley 3/1999, de 10 de marzo, del Patrimonio Cultural Aragonés. Este listado fue publicado en el Boletín Oficial de Aragón del día 22 de mayo de 2006.